# El Tatano
El Tatano és una revista infantil en català, destinada als nens i nenes d'entre 4 i 8 anys, que es troben en les primeres etapes d'aprenentatge de la lectura. La principal intenció dels qui fan possible l'edició d'aquesta revista és donar material fàcil, assequible i divertit perquè els més petits tinguin gust per la lectura i l'escriptura en llengua catalana.

## Història
El Tatano va nàixer el 1990 com un suplement bimestral pels més petits dins la revista Cavall Fort, que es publicà per primera vegada el 1961. L'any 2005 El Tatano es va independitzar, convertint-se en una publicació mensual. El número 0 s'edità l'octubre d'aquell any, un número gratuït destinat a donar a conèixer la nova revista. Aquesta porta per subtítol "El cavall fort dels petits".
El 1991 es constituí la Fundació Cavall Fort, que actualment és propietària de l'editorial.

## Contingut
El format i contingut de la revista estan molt destinats a cridar l'atenció dels infants i també a incitar-los a la participació. Els dibuixos en colors cridaners i els còmics ocupen la major part de les seves planes.
Les seccions es van repetint en els diversos números, les més habituals són: Les aventures de la Neus, les del gatet Mixu Mixu, les històries d’en Nono i la Petúnia, el conte –en què cada mes se n’explica un–, la natura –perquè els infants aprenguin a estimar el medi ambient–, la poesia o la cançó, els jocs o l'Hem anat. Sense oblidar les famoses historietes d'en Pere sense por, personatge que apareix al Tatano des de la primera publicació.
De la portada de cada número se n’encarreguen diferents dibuixants i il·lustradors, alguns menys coneguts i altres de cert renom com Carmen Queralt i Cristina Losantos (autora de les tires de Les aventures i desventures de la Rita Pinyada)
Sovint també es proposen tallers de treballs manuals diversos o receptes fàcils i també concursos de dibuix, poesia o escriptura perquè els més petits de la casa comencin a desenvolupar la seva creativitat.

## Equip
La directora d’El Tatano i de Cavall Fort és Mònica Estruch, que va substituir Mercè Canela el 2022. Fins al 1998 ho havia sigut Albert Jané. Com a cap de redacció hi ha la Núria Figueras i el consell de redacció el formen Marc Alabart, Anna Argemí, Emma Bosch, Teresa Duran, Mònica Estruch, Núria Figueras, Cristina Losantos i Gonçal Luna.